# Минелья, Хосе Мария
Хосе́ Мари́я Мине́лья (исп. José María Minella; 6 августа 1909, Мар-дель-Плата, Буэнос-Айрес — 13 августа 1981, Буэнос-Айрес) — аргентинский футболист (полузащитник) и тренер, обладатель большого числа трофеев.

## Биография

### Клубная карьера
Родился в Мар-дель-Плате, в квартале La Perla. Начинал карьеру в местной команде «Индепендьенте». В 1928 году перешёл в «Химнасию» из Ла-Платы, за которую выступал семь сезонов. На следующий год выиграл в составе «Химнасии» чемпионат страны. Команда «Химнасии» образца 1933 года, которая была близка к победе в чемпионате, но в итоге стала лишь четвёртой во многом из-за судейства, в которой одну из ведущих ролей играл Минелья, вошла в историю аргентинского футбола под названием «Экспресс» (El Expreso). В то время среднюю линию «Ла-Платы» составляли «Три M» — Минелья, Монтаньес и Мигес, это была одна из сильнейших средних линий в аргентинском футболе тех лет; в атаке клуба блистал Артуро Наон, забивший в сезоне-1933 33 мяча.
Перед началом сезона 1935 года его приобрёл за 37,5 тыс. песо (рекордная на тот момент трансферная сумма в стране) клуб «Ривер Плейт», в котором Хосе и провёл свои наиболее успешные годы. Это было время знаменитой «Машины» (La Máquina) — пятёрки форвардов «Ривера» Муньос — Морено — Педернера — Лабруна — Лоустау. Помимо них, в клубе было ещё немало отличных игроков, таких как Минелья, Карлос Пеуселье, Бернабе Феррейра, Норберто Яконо и др. За 7,5 сезонов, проведённых Минельей в клубе, «Ривер» шесть раз попадал в тройку лучших команд чемпионата страны, из них трижды становился чемпионом страны.
В 1942 году Минелья уехал в Уругвай играть за «Пеньяроль». В составе этого клуба он провёл два сезона, в обоих его клуб становился в первенстве вторым, уступая принципиальному сопернику — «Насьоналю». Последним клубом футболиста Минельи стал чилийский «Грин Кросс», в котором он провёл сезон 1944 года.

### Карьера в сборной
За сборную Аргентины в 1933—1941 гг. провёл 24 матча, забил 1 гол. Участвовал в её составе в трёх чемпионатах Южной Америки (1935, 1937, 1941). Из 13 матчей команды в этих трёх розыгрышах он выходил на поле 11 раз и был одним из ведущих полузащитников. На ЧЮА-1935 его команда стала второй, уступив уругвайцам, а два других турнира выиграла.

### Тренерская карьера
В 1945 году, вскоре по возвращении из Чили, Хосе Мария Минелья возглавил «Ривер». К этому времени на место одних великих игроков «Ривера» пришли другие, но оставались и некоторые из тех, вместе с кем выходил на поле Минелья. Под руководством Минельи играли: Муньос, Педернера, Лабруна, Лоустау, Яконо, Альфредо ди Стефано, Омар Сивори, Нестор Росси, Амадео Каррисо, Федерико Вайро, Владислао Кап, Хосе Рамос Дельгадо, Хосе Варака, Вальтер Гомес и многие другие. За 15 лет во главе клуба Минелья семь раз становился чемпионом Аргентины. В 1959 году он оставил свой пост, ненадолго вернувшись в 1963 году.
В 1964—1965 гг. Минелья тренировал сборную Аргентины. С ней он выиграл в 1964 г. Taça das Nações (Кубок наций) — турнир 4-х команд, организованный Бразильской конфедерацией футбола к 50-летию этой организации; аргентинцы оставили позади бразильцев, за которых выступали такие звёзды, как Пеле, Жаирзиньо и Жерсон, и сильные сборные Англии и Португалии. В 1968 году являлся исполняющим обязанности тренера сборной, проведя с ней всего одну игру, ставшую в его тренерской карьере последней.
Стадион, построенный в Мар-дель-Плате к ЧМ-1978, был назван в его честь (Estadio José María Minella), к этому времени Минелья ещё был жив. Через три года он умер.

## Статистика выступлений
| Сезон | Команда                       | Чемпионат | Чемпионат | Чемпионат | Прочие | Прочие |
| Сезон | Команда                       | Лига      | Игры      | Голы      | Игры   | Голы   |
| ----- | ----------------------------- | --------- | --------- | --------- | ------ | ------ |
| 1931  | Химнасия и Эсгрима (Ла-Плата) | Примера   | 30        | 2         | —      | —      |
| 1932  | Химнасия и Эсгрима (Ла-Плата) | Примера   | 31        | 3         | —      | —      |
| 1933  | Химнасия и Эсгрима (Ла-Плата) | Примера   | 33        | 3         | —      | —      |
| 1934  | Химнасия и Эсгрима (Ла-Плата) | Примера   | 35        | 1         | —      | —      |
| 1935  | Ривер Плейт                   | Примера   | 26        | 4         | —      | —      |
| 1936  | Ривер Плейт                   | Примера   | 14        | 0         | 14     | 0      |
| 1937  | Ривер Плейт                   | Примера   | 16        | 1         | —      | —      |
| 1938  | Ривер Плейт                   | Примера   | 25        | 0         | —      | —      |
| 1939  | Ривер Плейт                   | Примера   | 21        | 0         | —      | —      |
| 1940  | Ривер Плейт                   | Примера   | 28        | 0         | —      | —      |
| 1941  | Ривер Плейт                   | Примера   | 4         | 0         | —      | —      |

## Достижения

### Как игрок
«Химнасия»
- Чемпион Аргентины: 1929

«Ривер Плейт»
- Чемпион Аргентины: 1936, 1937, 1941
- 2-е место в чемпионате Аргентины: 1938, 1939
- 3-е место в чемпионате Аргентины: 1940

«Пеньяроль»
- 2-е место в чемпионате Уругвая: 1942, 1943

сборная Аргентины по футболу
- Чемпион Южной Америки: 1937, 1941
- 2-е место в чемпионате Южной Америки: 1935

### Как тренер
«Ривер Плейт»
- Чемпион Аргентины: 1945, 1947, 1952, 1953, 1955, 1956, 1957
- 2-е место в чемпионате Аргентины: 1948, 1949, 1963
- 3-е место в чемпионате Аргентины: 1946, 1951, 1954

сборная Аргентины
- Обладатель Кубка Наций: 1964